# Paunovac
Paunovac je naselje u Hrvatskoj u sastavu općine Sokolovca. Nalazi se u Koprivničko-križevačkoj županiji. 

## Zemljopis
Zapadno je Sokolovac, sjeverozapadno je Velika Mučna, sjeveroistočno je Reka, istočno su Kamenica i Jagnjedovec, jugoistočno su Peščenik i Hudovljani, jugozapadno su Miličani i Srijem.

## Stanovništvo
| broj stanovnika | 59    | 56    | 59    | 65    | 78    | 99    | 83    | 110   | 82    | 97    | 98    | 84    | 53    | 41    | 39    | 30    | 21    |
|                 | 1857. | 1869. | 1880. | 1890. | 1900. | 1910. | 1921. | 1931. | 1948. | 1953. | 1961. | 1971. | 1981. | 1991. | 2001. | 2011. | 2021. |